# Sicherheitsnadelkleid
Das Sicherheitsnadelkleid (englisch: safety pin dress oder auch „That Dress“) ist ein Abendkleid, das der Modedesigner Gianni Versace schuf. Es gilt als Ikone der Modegeschichte des 20. Jahrhunderts. Das Kleid wurde von der britischen Schauspielerin Liz Hurley im Jahr 1994 bei der Filmpremiere von Vier Hochzeiten und ein Todesfall getragen, die Hurley zusammen mit ihrem damaligen Lebensgefährten Hugh Grant, dem Hauptdarsteller des Filmes, besuchte.

## Design

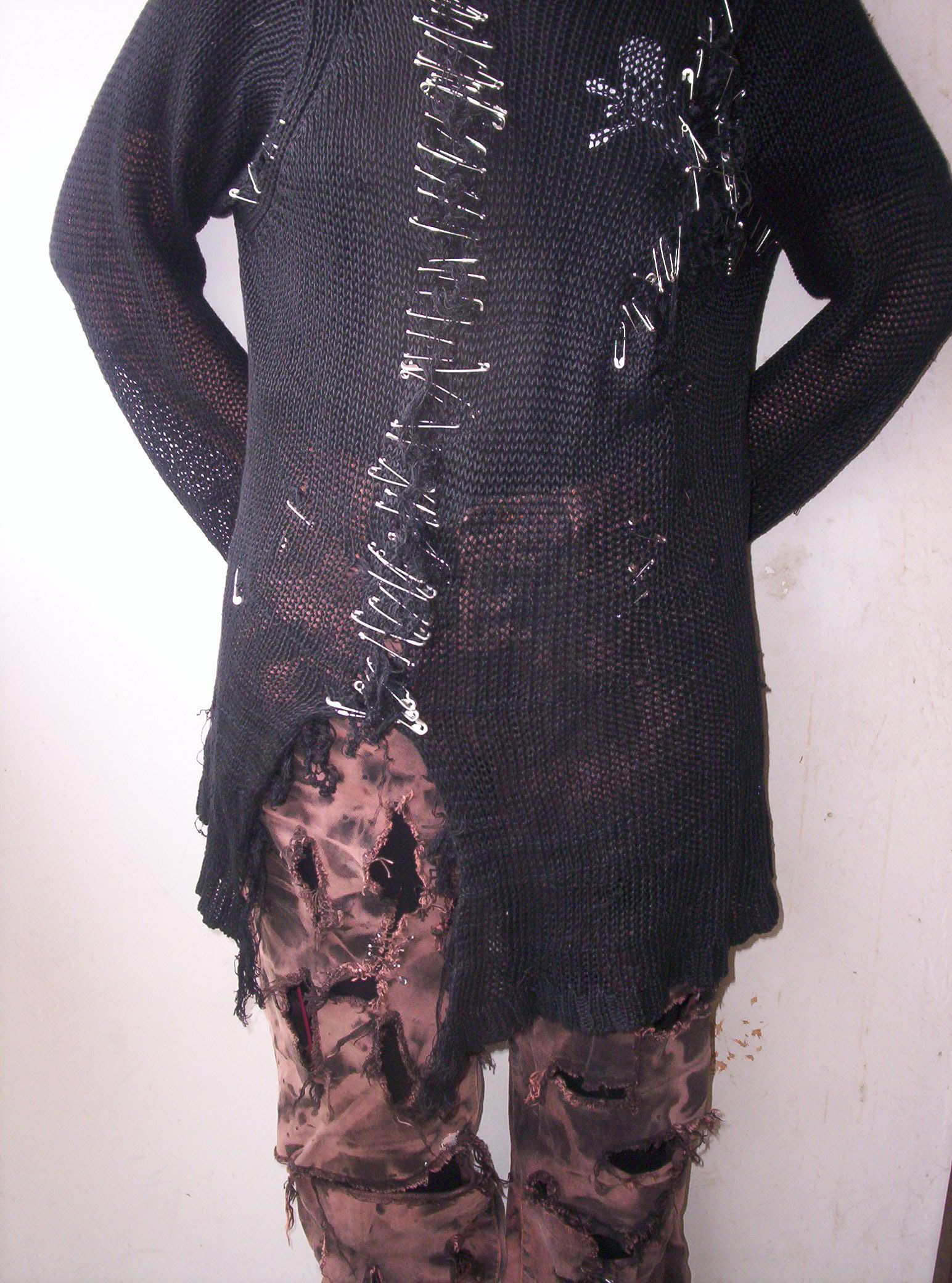
Vorbild: Verwendung von Sicherheitsnadeln in der Punk-Mode

Das lange, schmal geschnittene schwarze Abendkleid mit weitem, tief herabreichendem herzförmigem Vorderausschnitt und schmalen doppelten Trägern ist seitlich von der Hüfte abwärts sowie von der Taille bis unter die Achseln geschlitzt bzw. ausgeschnitten. An diesen seitlichen Ausschnitten wird das Kleid durch eine Reihe von sieben großen goldfarbenen Sicherheitsnadeln zusammengehalten, wobei insbesondere der Schlitz am Oberkörper so weit aufspringt, dass die Sicherheitsnadeln direkt auf der Haut aufliegen und für das Kleid so eine stützende Struktur bilden. Neben den Sicherheitsnadeln mit „tragender Funktion“ verzieren weitere goldfarbene Sicherheitsnadeln an Trägern und Corsage das Kleid. Die verwendeten Sicherheitsnadeln erinnern an die Nadeln, mit denen traditionell schottische Kilts zusammengehalten werden. Für das Kleid aus seiner Frühjahr/Sommer-Kollektion des Jahres 1994 verwendete Versace ein Viskose-Acetat-Gemisch (und nicht wie gelegentlich angegeben Seide). Die Inspiration für das Kleid soll aus dem Punk stammen.
Liz Hurley, damals 29 Jahre alt, kombinierte für die Filmpremiere das trotz des aufsehenerregenden Schnittes schlichte Kleid mit schwarzer Clutch und schwarzen Slingbacks sowie passendem Goldschmuck.

## Bedeutung

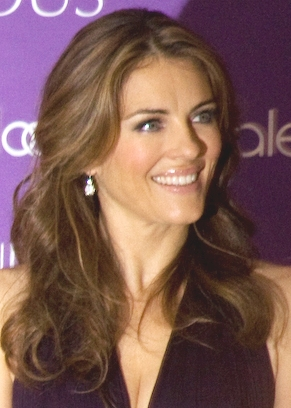
Elizabeth Hurley (2008)

Das Kleid gilt als eine der bekanntesten Versace-Kreationen und markiert den Beginn der weltweiten Medienbekanntheit von Liz Hurley. Es fand weltweit langanhaltende Beachtung in den Medien. Hurleys Auftritt wurde in einer Umfrage der britischen Kaufhauskette Debenhams unter 3.000 Frauen auf Platz 1 der Top 20 Iconic Red Carpet Dresses gewählt. Das Kleid entstand auf dem Höhepunkt von Gianni Versaces Karriere als Modeschöpfer, nur drei Jahre vor dessen Ermordung. Zeitgleich mit Liz Hurleys Auftritt widmete das Berliner Kunstgewerbemuseum Versace eine eigene Ausstellung.
Das Victoria and Albert Museum in London stellte das Kleid im Herbst 2003 als Teil einer Versace-Retrospektive aus. Das Kleid wurde prominent am Eingang der Ausstellung platziert.
Im Jahr 2007 wurde ein Exemplar des Sicherheitsnadelkleides zum Preis von 10.690 Pfund im Londoner Kaufhaus Harrods angeboten. Das Kleid war Teil einer Ausstellung zum „Kleinen Schwarzen“ in der Londoner Kaufhausfiliale.

## Rezeption
Versaces Sicherheitsnadelkleid hat seitdem Designer bei der Kreation von Roben für Auftritte auf dem roten Teppich inspiriert. So erschien die Hotelkettenerbin Paris Hilton im Jahr 2009 im kurzen schwarzen Kleid, dessen weiter Rock in der Taille mit Sicherheitsnadeln am Oberteil befestigt war, zur LA-Premiere von Michael Jackson’s This Is It; die Schauspielerin Anna Paquin trug ein ähnliches, jedoch schmal geschnittenes Modell zur LA-Premiere von Scream 4 im Jahr 2011.
Auch nach Versaces Tod greift das Modelabel immer wieder auf das Sicherheitsnadelkleid als Inspiration zurück. So basierte beispielsweise die Kollektion der Nebenlinie Versus im Jahr 2009 fast ausschließlich auf Referenzen des Kleides – sei es mit Sicherheitsnadeln als Accessoire oder mit Aussparungen und Schlitzen.
Im Jahr 2012 trug die Sängerin Lady Gaga zunächst ebenfalls eine abgewandelte Version mit Sicherheitsnadeln in der Taille und entlang eines geschlitzten kurzen Rocks. Kurz darauf trug sie jedoch auch das originale Kleid bei einem Treffen mit der Designerin Donatella Versace in Mailand. Es handelte sich um eine Leihgabe des Versace-Archivs und soll dasselbe Kleid sein, das Liz Hurley fast 20 Jahre zuvor getragen hatte. Lady Gaga hatte weitere historische Versace-Kleider kurz zuvor in einem Video getragen.